# Пајпер PA-38 Томахавк
Пајпер PA-38 Томахавк (енгл. Piper PA-38 Tomahawk) је лаки једномоторни школски авион америчке производње, нискокрилац с два седишта. За само пет година, произведено је 2497 примерака типа Томахавк и Томахавк II, но произвођач је 1982. ипак обуставио даљу производњу.

## Конструкција и развој
Добри познаваоци овог авиона кажу да »лети сам« чему у великој мери доприноси и осећај ученика и инструктора који седе један поред другог. Изванредна прегедност кабине омогућава видљивост у кругу од 360°, незнатни су и мртви углови, а стајни трап типа трицикл, посебно олакшава прегледност приликом полетања и слетања. Висински стабилизатор Т конструкције летелици даје посебно елегантан изглед. Пајпер Томахавк је развијан као двоседи авион за обуку. Пре конструкције авиона је извршено испитиавање великог броја инструктора летења како би прихватили њихова мишљења при конструкцији. На њихове захтеве направљен је авион који је окретнији и лакше улази у ваљање него други слични авиони као што су Цесна 150 или Цесна 152 који си конструисани тако да сами изђу из спина. У сличним предлозима учествовала је и НАСА, која је захтевала да се команде подесе тако да одговарајуће инструкције које пилот зада омогуће авиону да изађе из спина, што би они касније могли да употребе за обуку пилота.
Друга карактеристика која Томахавк фаворизује у улози авиона за основну обуку је то што је тако конструисан да понашање контрола врло добро опонаша понашање код доста већих авиона. Услед тога, пилоти који заврше обуку на овом авиону доста лакше се навикавају на теже авионе, па отуда његова популарност у клубовима америчке војног ваздухопловства (енгл. U.S. Air Force).

## Верзије
Пајпер Томахавк је уведен 1977. године, а у непрекидној производњи је све до 1982, када је прекинута са укупно око 2500 израђених примерака. Варијанте произвођене 1981. и 1982. су носиле ознаку Томахавк II, која је имала нешто бољи систем грејања кабине и одмрзавања ветробрана и бољу звучну изолацију за мање буке у кабини. Томахавк II је имао и побољшан векторски потисак мотора, рађен је 100% од цирконијума због заштите од корозије, точкове су били од 6 инча чиме је повећано растојање од пропелера до подлоге, а исто тако су побољшане перформансе при слетању и узлетању са земљаних и травнатих површина. Овај авион се могао видети и код нас (подручју бивше Југославије), када га је за потребе аеро-клубова увозила фирма „Ковинотехна“.